# 栗壳虫属
栗壳虫属（学名：Castanidium）是栗壳虫科的一属。

## 下属物种
本属包括以下物种：
- 秀栗壳虫 Castanidium elegans Schmidt, 1908
- 墨塞利栗壳虫 Castanidium moseleyi Haeckel, 1887
- 变异栗壳虫 Castanidium variabile Borgert, 1890